# Nery Peñaloza
Nery Peñaloza (* 14. Mai 1998) ist ein bolivianischer Sprinter, der sich auf den 400-Meter-Lauf spezialisiert hat.

## Sportliche Laufbahn
Erste Erfahrungen bei internationalen Meisterschaften sammelte Nery Peñaloza im Jahr 2022, als er bei den Hallensüdamerikameisterschaften in Cochabamba in 49,68 s den vierten Platz belegte. Zudem gewann er mit der bolivianischen 4-mal-400-Meter-Staffel gemeinsam mit Tito Hinojosa, Alberto Antelo und Juan Manuel Gareca die Silbermedaille hinter dem Team aus Venezuela. Im Jahr darauf schied er bei den Südamerikameisterschaften in São Paulo mit 49,31 s im Vorlauf über 400 Meter aus und verpasste dann auch bei den Panamerikanischen Spielen in Santiago de Chile mit 50,97 s den Finaleinzug. 2024 verpasste er bei den Hallensüdamerikameisterschaften in Cochabamba mit 49,50 s den Finaleinzug über 400 Meter und gewann mit der Staffel in 3:17,87 min gemeinsam mit Mateo Bustamante, Marcelo Pérez und Ikenna Ibe-Akobi erneut die Silbermedaille hinter dem venezolanischen Team. Im Jahr darauf gewann er bei den Hallensüdamerikameisterschaften ebendort in 3:20,71 min erneut die Silbermedaille hinter dem venezolanischen Team.
2023 wurde Peñaloza bolivianischer Meister im 400-Meter-Lauf sowie in der 4-mal-100- und 4-mal-400-Meter-Staffel. Zudem wurde er von 2021 bis 2023 wurde Hallenmeister im 400-Meter-Lauf. 

## Persönliche Bestzeiten
- 100 Meter: 10,86 s (+1,2 m/s), 24. Juni 2023 in Cochabamba
- 400 Meter: 47,65 s, 3. Juni 2023 in Cochabamba
  - 400 Meter (Halle): 48,98 s, 13. Januar 2024 in Cochabamba